# Siphonandra magnifica
Siphonandra magnifica är en ljungväxtart som beskrevs av Herman Otto Sleumer. Siphonandra magnifica ingår i släktet Siphonandra och familjen ljungväxter. Inga underarter finns listade i Catalogue of Life.